# (5384) Changjiangcun
(5384) Changjiangcun – planetoida należąca do wewnętrznej części pasa głównego asteroid okrążająca Słońce w ciągu 2 lat i 252 dni w średniej odległości 1,94 j.a. Została odkryta 11 listopada 1957 roku w Obserwatorium Astronomicznym Zijinshan w Xinglong przez C.-H. Changa. Nazwa planetoidy pochodzi od chińskiego miasteczka Changjiangcun, leżącego przy porcie Zhangjiagang. Przed nadaniem nazwy planetoida nosiła oznaczenie tymczasowe (5384) 1957 VA.